# Lukocrevo
Lukocrevo (Servisch cyrillisch Лукоцрево) is een plaats in de Servische gemeente Novi Pazar. De plaats telt 186 inwoners (2002).